# العلاقات الإسواتينية الغامبية
العلاقات الإسواتينية الغامبية هي العلاقات الثنائية التي تجمع بين إسواتيني وغامبيا.

## مقارنة بين البلدين
هذه مقارنة عامة ومرجعية للدولتين:
| وجه المقارنة                                              | إسواتيني                                   | غامبيا       |
| --------------------------------------------------------- | ------------------------------------------ | ------------ |
| المساحة (كم2)                                             | 17.36 ألف                                  | 11.30 ألف    |
| عدد السكان (نسمة)                                         | 1.37 مليون                                 | 2.10 مليون   |
| الكثافة السكانية (ن./كم²)                                 | 78.92                                      | 185.84       |
| العاصمة                                                   | لوبامبا، مبابان                            | بانجول       |
| اللغة الرسمية                                             | لغة إنجليزية، لغة سوازي                    | لغة إنجليزية |
| العملة                                                    | ليلانغيني سوازيلندي                        | دالاسي غامبي |
| الناتج المحلي الإجمالي (بليون دولار)                      | 4.41 مليار                                 | 1.01 مليار   |
| الناتج المحلي الإجمالي (تعادل القوة الشرائية) بليون دولار | 11.13 مليار                                | 3.34 مليار   |
| الناتج المحلي الإجمالي الاسمي للفرد دولار أمريكي          | 3.20 ألف                                   | 471          |
| الناتج المحلي الإجمالي للفرد دولار أمريكي                 | 8.29 ألف                                   |              |
| مؤشر التنمية البشرية                                      | 0.531                                      | 0.441        |
| رمز المكالمات الدولي                                      | +268                                       | +220         |
| رمز الإنترنت                                              | .sz                                        | .gm          |
| المنطقة الزمنية                                           | التوقيت القياسي لجنوب أفريقيا، ت ع م+02:00 | 00           |

## منظمات دولية مشتركة
يشترك البلدان في عضوية مجموعة من المنظمات الدولية، منها:
| علم المنظمة | اسم المنظمة                                 | تاريخ انضمام إسواتيني | تاريخ انضمام غامبيا |
| ----------- | ------------------------------------------- | --------------------- | ------------------- |
|             | البنك الإفريقي للتنمية                      | ?                     | ?                   |
|             | منظمة الشرطة الجنائية الدولية               | ?                     | ?                   |
|             | الاتحاد البريدي العالمي                     | ?                     | ?                   |
|             | الاتحاد الأفريقي                            | ?                     | ?                   |
|             | منظمة التجارة العالمية                      | ?                     | ?                   |
|             | مؤسسة التنمية الدولية                       | 22 سبتمبر 1969        | 18 أكتوبر 1967      |
|             | مؤسسة التمويل الدولية                       | 22 سبتمبر 1969        | 19 سبتمبر 1983      |
|             | منظمة حظر الأسلحة الكيميائية                | ?                     | ?                   |
|             | الأمم المتحدة                               | 24 سبتمبر 1968        | 21 سبتمبر 1965      |
|             | الاتحاد الدولي للاتصالات                    | 11 نوفمبر 1970        | 27 مايو 1974        |
|             | البنك الدولي للإنشاء والتعمير               | 22 سبتمبر 1969        | 18 أكتوبر 1967      |
|             | مجموعة دول أفريقيا والكاريبي والمحيط الهادئ | ?                     | ?                   |
|             | المركز الدولي لتسوية المنازعات الاستشارية   | 14 يوليو 1971         | 26 يناير 1975       |
|             | وكالة ضمان الاستثمار متعدد الأطراف          | 18 أبريل 1990         | 11 سبتمبر 1992      |
|             | يونسكو                                      | 25 يناير 1978         | 1 أغسطس 1973        |
|             | دول الكومنولث                               | ?                     | 1965                |

## وصلات خارجية
- موقع وزارة الخارجية الغامبية